# Cypripedium cordigerum
Cypripedium cordigerum är en orkidéart som beskrevs av David Don. Cypripedium cordigerum ingår i släktet guckuskor, och familjen orkidéer. Inga underarter finns listade i Catalogue of Life.

## Bildgalleri

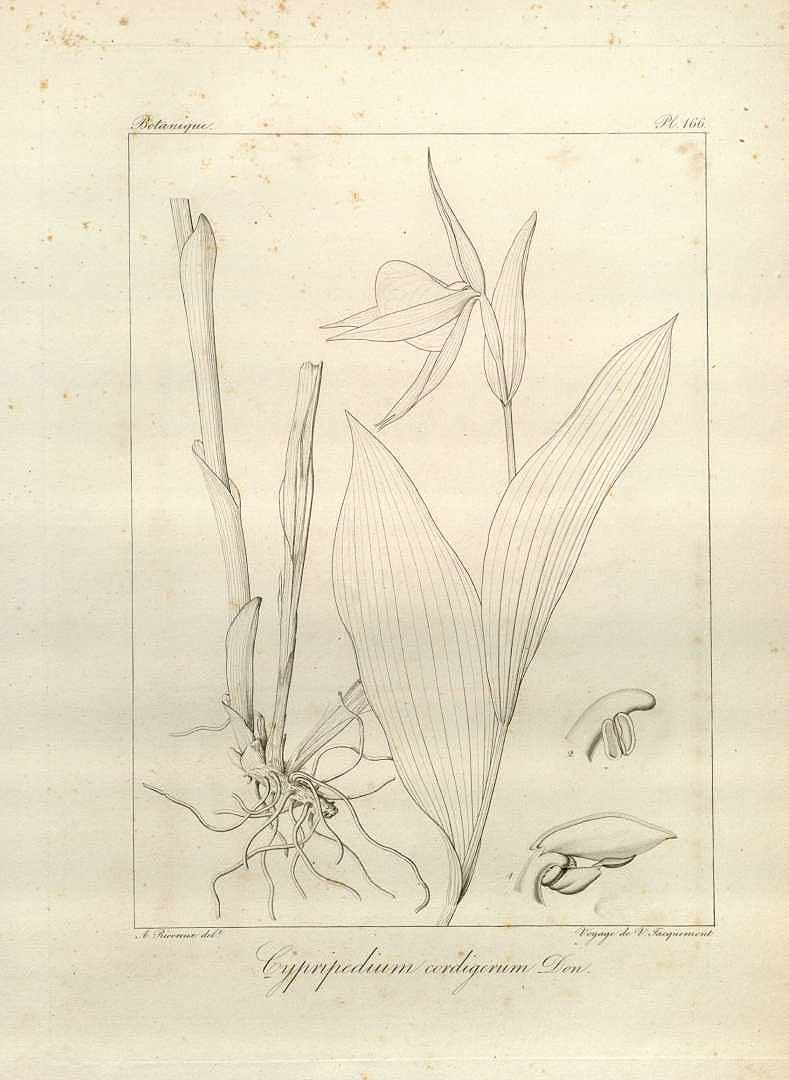